# Hydraena marcosae
Hydraena marcosae är en skalbaggsart som beskrevs av Aguilera, Hernando och Ignacio Ribera 1997. Hydraena marcosae ingår i släktet Hydraena och familjen vattenbrynsbaggar. Inga underarter finns listade i Catalogue of Life.